# Trận Varize
Trận Varize là một hoạt động quân sự trong cuộc Chiến tranh Pháp-Đức (1870 – 1871) , đã diễn ra vào ngày 29 tháng 11 năm 1870, tại Varize, trên sông Conie (nước Pháp). Trong cuộc giao chiến này, Quân đoàn Bayern I trong quân đội Phổ dưới quyền chỉ huy của Thượng tướng Bộ binh Ludwig von der Tann đã tiến công một quân đoàn du kích franc-tireur của quân đội Cộng hòa Pháp dưới quyền chỉ huy của Đại tá Joseph Lipowski, và đánh cho họ tan tác. Mặc dù vậy, cuộc phòng ngự của du kích quân franc-tireur tại Varize đã tạo điều kiện cho tướng Antoine Chanzy chỉ huy Binh đoàn Loire của Pháp thiết lập đội hình phòng thủ chống lại quân đội Phổ dưới sự chỉ đạo của Friedrich Franz II, Đại Công tước xứ Mecklenburg-Schwerin. Với thắng lợi của mình trong trận chiến Varize, các lực lượng Bayern đã bắt được một số lượng du kích Pháp được trang bị đầy đủ.
Quân đoàn Bayern I dưới quyền tướng Von der Tann, trên đường tiến của mình từ Châteaudun tới Orgires, khi tiến sát đến Civry, đã tiến công một số chi đội du kích quân franc-tireur của Pháp do Đại tá Lipowski chỉ huy án ngữ tại Varize. Sau khi khẩu đội pháo của đội tiền vệ quân Đức nã một số phát đạn, quân Pháp đã bị đánh bật ra khỏi các vị trí phòng thủ của mình. Tiếp theo đó, hai tiểu đoàn của Đức cũng đánh chiếm Varize và bắt đội hậu binh của Pháp bị bỏ lại tại đây làm tù binh. Cuộc kháng cự mạnh mẽ của người Pháp tại Varize đã thất bại, mặc dù quân đội Đức chịu thương vong 450 người. Khi các đội kỵ binh thám sát ở cánh phải nhận thấy khu vực lân cận đã không còn một mống quân Pháp, Quân đoàn Bayern I đã tiếp tục cuộc hành binh của mình đến tận Orgferes vào lúc 11 giờ. Trận đánh đã mang lại cho phía Pháp thiệt hại là 147 người, trong số đó 10 quân tử trận, 37 quân bị thương và 100 quân bị đối phương bắt sống.
Vào ngày 1 tháng 12 năm 1870, tướng Chanzy chỉ huy Binh đoàn Loire của Pháp đã tiến công người Bayern trong trận Villepion để loại trừ mối họa ở phía bắc. Đây là chiến thắng thứ hai và cũng là chiến thắng cuối cùng của Binh đoàn Loire trước quân đội Đức. Nhưng vào ngày hôm sau (2 tháng 12), các lực lượng Phổ-Đức do Mecklenburg chỉ huy đã đánh cho Chanzy đại bại trong trận Loigny-Poupry.